# Museo di archeologia dell'Università di Catania

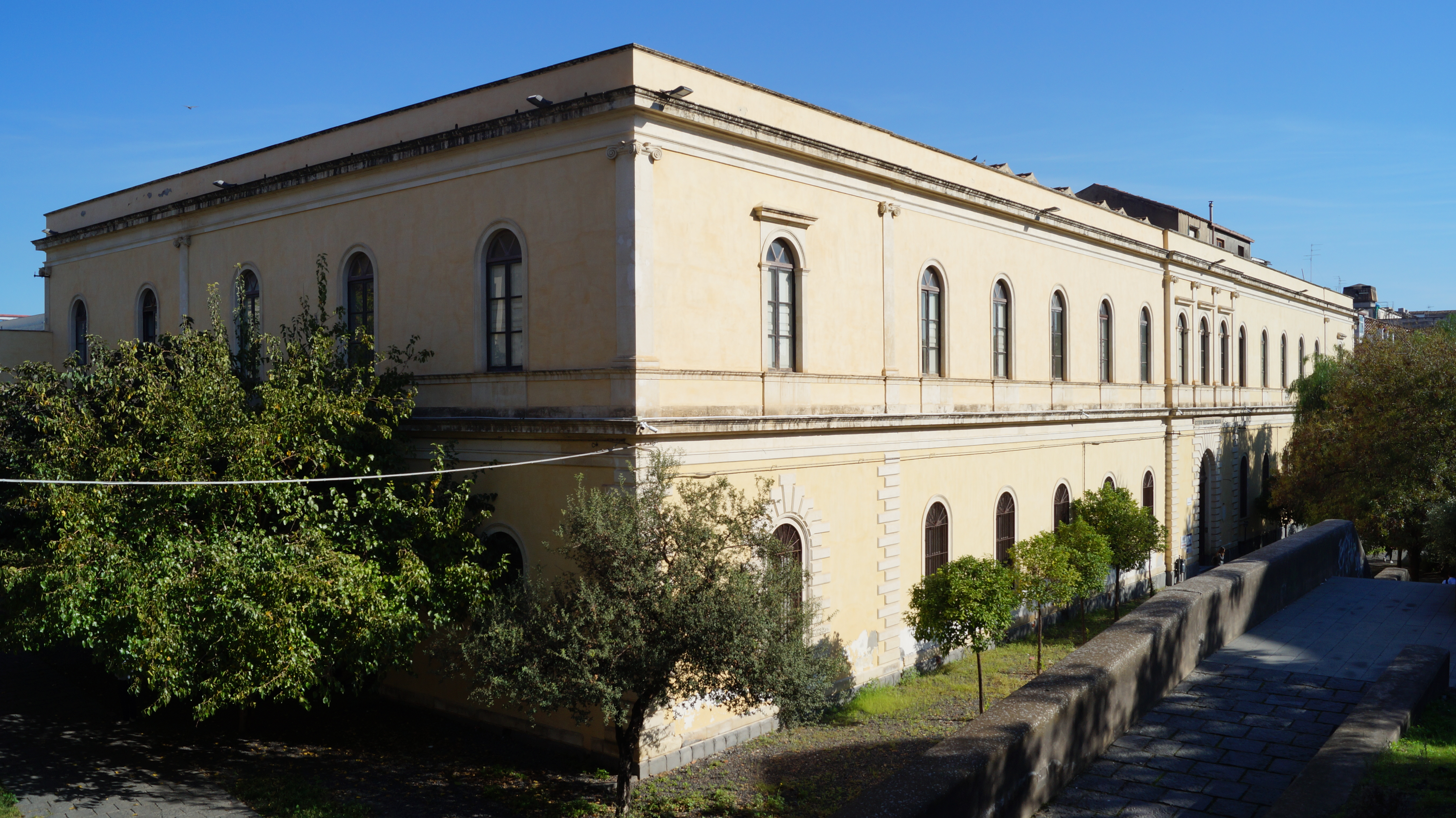
Il museo ha sede a Palazzo Ingrassia

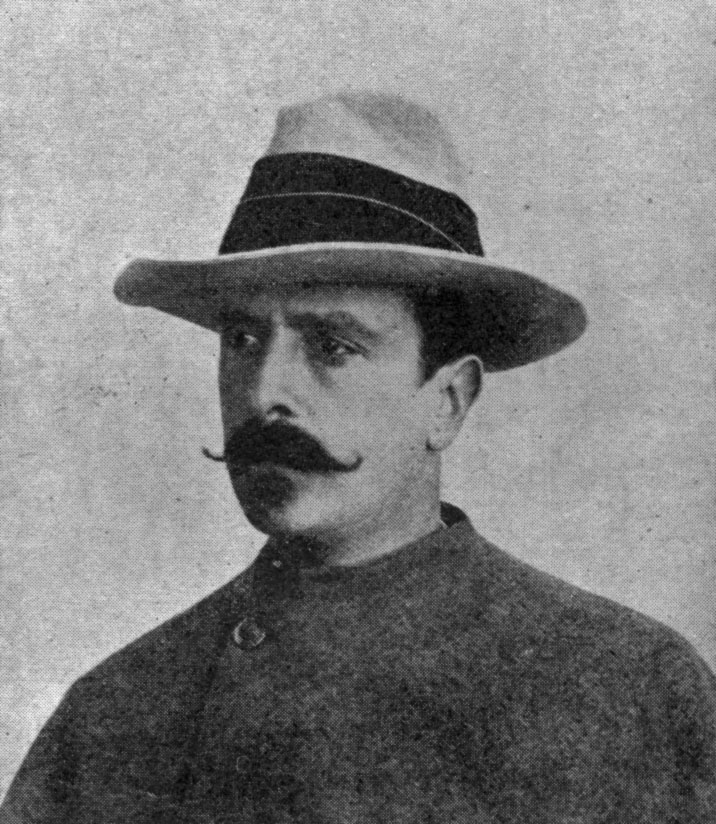
Paolo Orsi

Il Museo di archeologia dell'Università di Catania è un ente didattico-museale, localizzato presso la sezione "Archeologia e scienze dell'antichità" del dipartimento di Scienze Umanistiche, al piano terra di palazzo Ingrassia.

## Storia
Il museo custodisce reperti risalenti al periodo protostorico e preistorico fino all'età tardo antica e medioevale. Le origini della collezione risalgono al 1898, quando Paolo Orsi, direttore del Museo archeologico di Siracusa, donò dieci reperti provenienti dagli scavi di Megara Iblea al gabinetto di archeologia dell'Università di Catania. La collezione fu implementata da Guido Libertini (oggetti acquistati negli anni 1920, ventuno calchi in gesso di statuaria antica appartenuti a Giulio Emanuele Rizzo, ottenuti tra il 1948 e il 1950, e il recupero di una collezione numismatica donata nel 1783 da monsignor Salvatore Ventimiglia all'ateneo catanese). Dopo la morte di Libertini nel 1953 fu formalizzata la donazione di oggetti antichi e della sua biblioteca personale all'Università.